# Марджаюн (район)
Марджаюн (араб. قضاء مرجعيون) — один з 25 районів Лівану, входить до складу провінції Південний Ліван. Адміністративний центр — м. Марджаюн. На заході межує з районами Бінт-Джбейль, Тір та Набатія, на північному заході — з районом Джеззін, на північному сході — з районом Хасбайя, на сході та півдні проходить кордон з Ізраїлем.
| Ліван | Це незавершена стаття з географії Лівану. Ви можете допомогти проєкту, виправивши або дописавши її. |